# Кнопов Павло Соломонович
Павло́ Соломо́нович Кно́пов (нар. 21 травня 1940, Київ) — український кібернетик, доктор фізико-математичних наук (1986), професор (1987).

## Біографія
1962 року закінчив механіко-математичний факультет Київського державного університету ім. Т. Г. Шевченка.
З 1964 року очолив відділ математичних методів дослідження операцій Інституту кібернетики АН УРСР
1986 — доктор фізико-математичних наук.

## Відзнаки
- Державна премія України в галузі науки і техніки (2009)
- заслужений діяч науки і техніки України (2021)